# Arkna
Arkna (avant les années 1930: Arknal) est un village estonien comptant 179 habitants au 1er janvier 2010 appartenant à la commune de Rakvere (autrefois paroisse de Wesenberg) dans le Virumaa occidental (autrefois district du Wierland).
Ce petit village est surtout connu pour son ancien manoir seigneurial, le manoir d'Arknal, construit en 1878-1879.